# Les Maîtres des sortilèges
Les Maîtres des sortilèges : Les Terres du seigneur Dragon
Les Maîtres des sortilèges (Spellbinder en anglais ou Dwa światy en polonais) est une série télévisée de science-fiction australo-polonaise, en 26 épisodes de 24 minutes, créée par Mark Shirrefs et John Thomson et diffusée entre le 9 janvier 1995 et le 4 juillet 1995 en Australie, sur Nine Network.
En France, la série a été diffusée à partir du 7 septembre 1996 sur France 2, dans l'émission DKTV.
Cette série a fait l'objet d'une série dérivée, Les Maîtres des sortilèges : Les Terres du seigneur Dragon, diffusée en 1997.

## Synopsis
Un groupe de collégiens part en excursion dans les montagnes bleues en Australie. Lors de ce camp, Paul Reynolds traverse accidentellement un point de passage entre notre monde et une dimension parallèle. Dans cet autre univers, tout le savoir scientifique acquis au cours des siècles a été gardé secret par les maîtres des sortilèges — les « sauveurs du monde » dans la version française — qui règnent sur le peuple, resté à l’état médiéval, en se faisant passer pour des magiciens. Paul rencontre une jeune fille du nom de Riana, avec laquelle il devient ami. Il la convainc de lui apporter son aide afin de regagner son monde.
Les sauveurs du monde maîtrisent certaines applications électromagnétiques leur permettant de communiquer à distance ou de voler dans les airs avec des navettes. Ils sont vêtus de combinaisons leur permettant d’envoyer des éclairs neutralisant tout adversaire. Ils s’efforcent d’utiliser leur savoir et leur pouvoir pour le bien du peuple, mais certains d’entre eux en abusent.

## Fiche technique
- Titre original : 
  - Spellbinder en Australie (littéralement Ensorceleur)
  - Dwa światy en Pologne (littéralement Deux mondes)
- Titre français : Les Maîtres des sortilèges
- Création : Mark Shirrefs et John Thomson
- Réalisation : Noel Price
- Scénario : Ron Saunders, Mark Shirrefs et John Thomson
- Direction artistique : Andrzej Bednarski, Jeremi Brodnicki et Angus Tattle
- Décors : Nicholas McCallum
- Costumes : Julie Middleton et Maria Wilun
- Musique : Ian Davidson
- Production : Dennis Kiely, Kris Noble (en), Noel Price, Ron Saunders et Andrzej Stempowski
- Sociétés de production : Film Australia (en), Film Victoria (en), Nine Network Australia et Telewizja Polska ; avec la participation de la Film Finance Corporation Australia (en)
- Pays d'origine :  Australie et  Pologne
- Langue d'origine : anglais
- Format : couleurs
- Genre : science-fiction, fantastique
- Durée : 24 minutes
- Dates de première diffusion :
  - Australie : 9 janvier 1995 (Nine Network)
  - France : 7 septembre 1996 (France 2)

## Distribution
- Zbych Trofimiuk (VF : Vincent Barazzoni) : Paul Reynolds
- Gosia Piotrowska (VF : Sylvie Jacob) : Riana
- Brian Rooney (en) (VF : Hervé Rey) : Alex Katsonis
- Michela Noonan (VF : Aurélia Bruno) : Katrina Muggleton
- Heather Mitchell (en) (VF : Brigitte Virtudes) : Ashka
- Andrew McFarlane (en) : Brian Reynolds
- Krzysztof Kumor (pl) (VF : Thierry Mercier) : Correon
- Rafał Zwierz (VF : Laurent Morteau) : Gryvon
- Piotr Adamczyk : Zander

## Épisodes
1. L'Œil de pierre (The Big Bang)
2. Riana (Where Am I)
3. Le Nuage électrique (Finding the Way Home)
4. Échec aux maraudeurs (It Isn't Magic, It's Science)
5. Le Château (Secrets)
6. Le Conseil des Régents (Show Me Your World)
7. Ashka dévoile son plan (The Gunpowder Plot)
8. L'Espoir renaît (Secrets of the Spellbinders)
9. Le Village dans les rochers (The Labyrinth)
10. Le Premier Contact (Desperate Measures)
11. Le Duel (The Centre of Power)
12. Le Générateur central (Spellbinder Jack)
13. Le Retour (The Final Challenge)
14. Riana découvre Sydney (Lost and Found)
15. Josie et Ben (Hospitality)
16. Le Service psychiatrique (Breakout)
17. Le Mal du pays (The Trojan Toffee Trolley)
18. Le Père de Josie (Run!)
19. Les Retrouvailles (Reunions)
20. Attention danger (Alien Invasion)
21. Katrina et Marna (Hunt for Ashka)
22. Les Billets volés (Clowning Around)
23. Brian tombe dans le piège (High Tech Power Suit)
24. Plus seul que jamais (A Spellbinder In the House)
25. Ashka est démasquée (Breakfast of Champions)
26. Le Dénouement final (Flight)

## Personnages
- Paul Reynolds est un collégien de Sydney (Australie). Il se retrouve accidentellement dans le monde des maîtres des sortilèges.
- Riana vit dans le monde des maîtres des sortilèges. Elle mène une vie normale de jeune paysanne jusqu’à l’arrivée de Paul. Après une période de méfiance, elle se décide à l’aider à retourner dans son monde.
- Alex Katsonis est le meilleur ami de Paul et s’efforce de le retrouver.
- Katrina Muggleton est une camarade de classe de Paul et s’efforce également de le retrouver.
- Ashka fait partie des sauveurs du monde. Elle se rend compte rapidement du particularisme de Paul et cherche à le manipuler pour assouvir son ambition personnelle.
- Brian Reynolds est le père de Paul. Veuf, il est également un brillant scientifique.
- Christine Reynolds est la jeune sœur de Paul.
- Correon est l'un des trois régents, l’autorité suprême des sauveurs du monde. Il aide Paul à lutter contre Ashka.
- Gryvon est l’apprenti d’Ashka et la sert dans tous ses objectifs secrets.

## Univers des maîtres des sortilèges

### Histoire

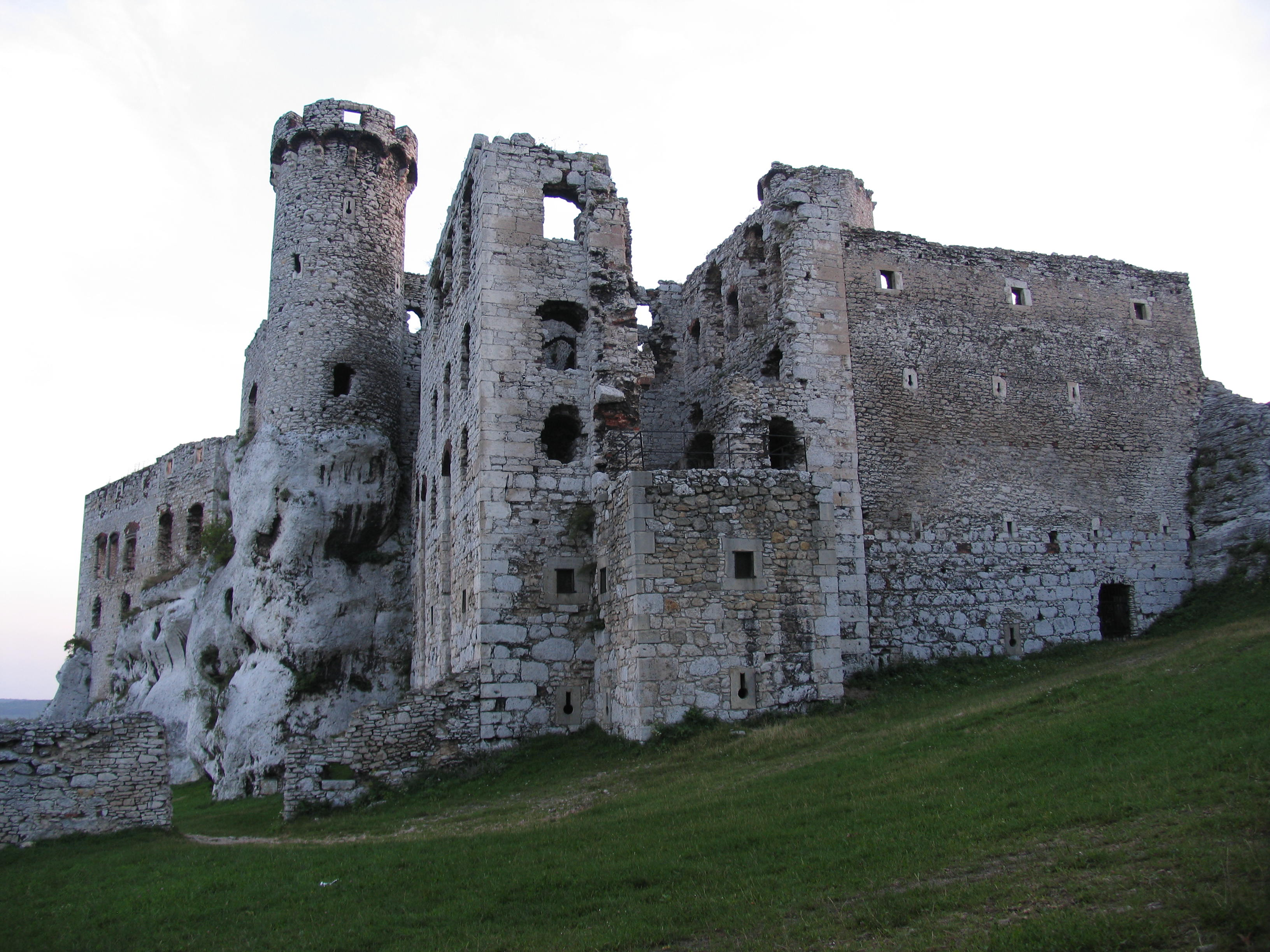
Les ruines du château d'Ogrodzieniec sont le décor de l'ancien domaine des maîtres des sortilèges.

D'après divers éléments, il est possible de reconstituer les grandes lignes de l’histoire de ce monde.
Dans un lointain passé, les anciens maîtres des sortilèges ont provoqué un désastre mondial, probablement un holocauste nucléaire, en raison de leur arrogance. Depuis, le peuple tente de survivre dans des terres relativement désolées. De nombreuses parties du monde sont devenues des déserts stériles (et probablement irradiés) appelés "les Terres Perdues". La science des anciens a été perdue et les actuels sauveurs du monde ne peuvent qu’utiliser les restes de leur technologie sans la comprendre pleinement. Ils ignorent même leur responsabilité dans cette période qu'ils nomment « les Ténèbres » ; le drame ayant presque détruit leur monde. Ils attribuent ce désastre aux « Maraudeurs », un peuple de marginaux organisé en hordes de brigands.

### Organisation de la société

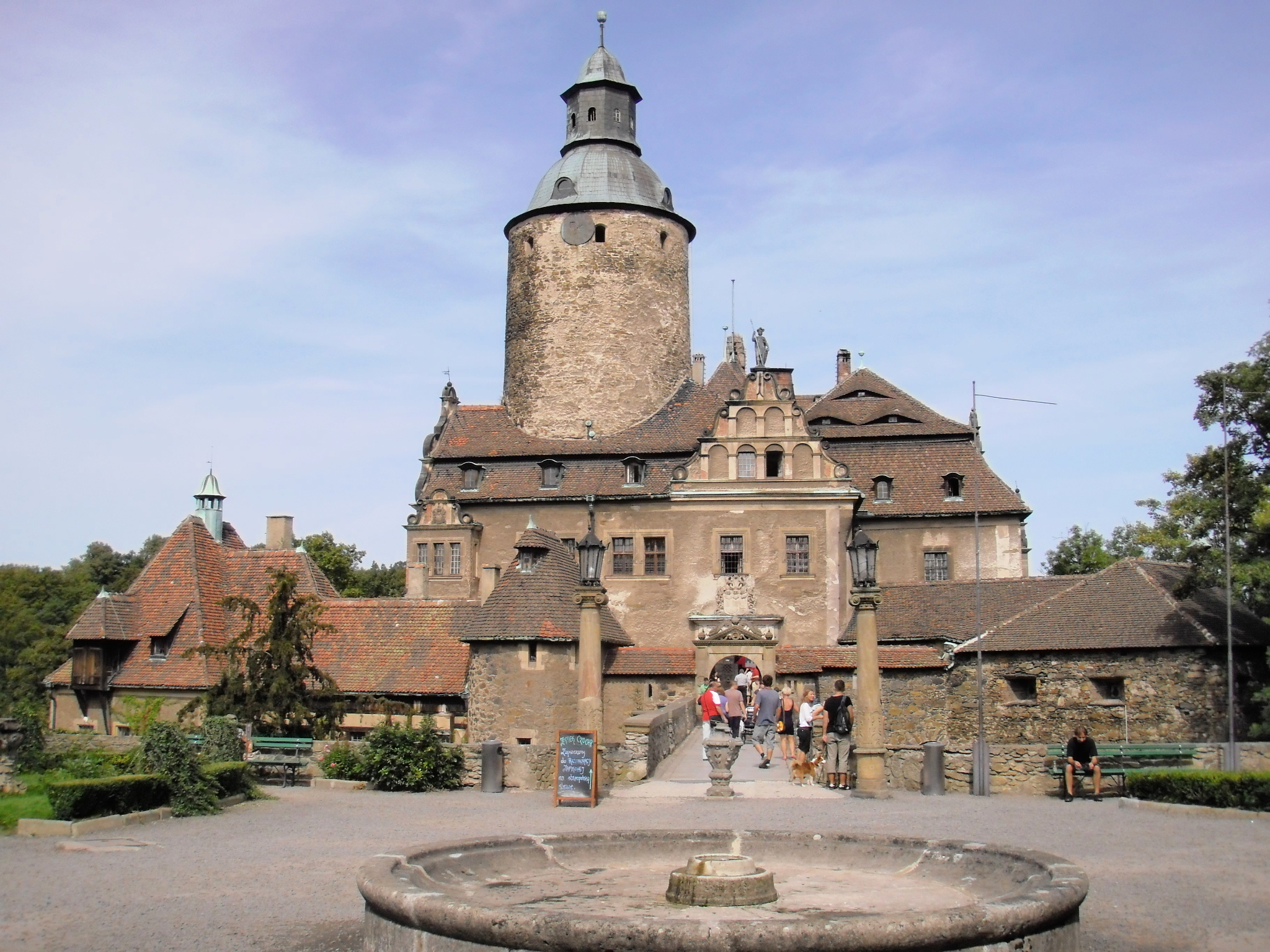
Le château de Leśna est le décor du siège des sauveurs du monde.

Les sauveurs du monde sont gouvernés par un conseil de trois régents. Ils vivent dans un château avec des gardes et des serviteurs à leurs ordres. Afin de maintenir leur nombre, les sauveurs du monde se choisissent des apprentis qu’ils forment afin de les remplacer le moment venu. Seuls les sauveurs du monde et leurs apprentis sont initiés aux secrets scientifiques encore possédés ; le reste de la population est maintenu dans l’ignorance dans son propre intérêt. Dans chaque village, un prévôt, représentant de l'autorité au niveau local, veille au maintien de cet ordre. Quiconque tente, sans autorisation, de s’adonner à la science ou quiconque conteste l’autorité des sauveurs du monde se retrouve exclut de la société et chassé vers des terres inoccupées.
Les sauveurs du monde ressentent durement le recul scientifique subi depuis les Ténèbres. Le nombre de combinaisons et de navettes est limité. Il leur est impossible d’en fabriquer de nouvelles, ni même de les réparer si elles sont trop détériorées. Des tensions se font jour entre eux. Les conflits peuvent se régler lors de duels où les deux adversaires, armés de leurs combinaisons, s’échangent des éclairs d’énergie jusqu'à la défaite de l’un d’entre eux, qui sera inexorablement banni vers « les Terres Perdues ».
Les déportés qui arrivent à échapper aux Terres Perdues forment une petite communauté qui essaye d'utiliser ses connaissances rudimentaires pour améliorer sa vie (ce qui est interdit par les sauveurs du monde). Malheureusement, ils disposent de peu de ressources, ce qui les oblige à lancer des raids sur les villages et leur vaut le nom de "Maraudeurs", à qui les sauveurs du monde attribuent tous leurs maux. Ils rendent bien aux sauveurs la haine dont ceux-ci font preuve à leur égard. 
L’arrivée de Paul provoque l’éclatement au grand jour des dissensions et contradictions du système en place. À la fin de l’histoire, Correon prend Riana comme apprentie et envisage de partager la science des sauveurs du monde avec le peuple ainsi que de faire la paix avec les maraudeurs.

### Technologie
- Les pierres de pouvoir sont des pierres orangées, de diverses dimensions, chargées d’un champ magnétique, servant de source d’énergie aux différents objets technologiques des sauveurs du monde. Elles peuvent être rechargées à l’intérieur d’un dispositif spécial au cœur du château.
- Les combinaisons permettent d’envoyer des éclairs après avoir frotté les bracelets des poignets l’un contre l’autre. Le circuit étant monté à l’extérieur de l’armure, il est possible de la neutraliser provisoirement en l’aspergeant d’eau.
- L’œil de pierre est un appareil permettant aux sauveurs du monde de communiquer entre eux. Portant l’insigne des maîtres des sortilèges, il cache un circuit électronique permettant d’envoyer un signal radio. Les prévôts disposent également d’un tel appareil pour avertir les sauveurs du monde de tout problème.
- Les tours émettent des champs magnétiques permettant aux navettes de voler de l’une à l’autre. Elles permettent également d’augmenter la portée de l’œil de pierre.
- Les navettes, portées par un champ magnétique, permettent de se déplacer dans les airs. Seules six sont encore en activité à l’arrivée de Paul.
- Les boussoles sont utilisées par les sauveurs du monde lorsqu’ils voyagent afin de se repérer.

## Commentaires
- Le tournage s'est tenu du 11 juillet au 15 octobre 1994 en Pologne, notamment aux châteaux d'Ogrodzieniec et de Leśna, et du 23 janvier au 29 avril 1995 en Australie.
- Dans la version française, les maîtres des sortilèges se nomment « les sauveurs du monde », créant une sorte de distinction entre cette caste dominante en déroute et leurs illustres ancêtres. Cette confusion n'existe pas dans la version originale. Le terme sauveurs du monde ne sera plus utilisé dans la seconde série, Les Maîtres des sortilèges : Les Terres du seigneur Dragon. Ashka se présentant comme maître des sortilèges.